# Sizebay
Sizebay é uma empresa brasileira de tecnologia especializada no desenvolvimento de soluções de provador virtual para o setor de vestuário e calçados no varejo online. Fundada em 2014, a empresa atua com sede no Brasil e possui unidades em Portugal e nos Estados Unidos.

## História
A Sizebay foi fundada em Joinville, Santa Catarina, por Janderson Roberto Araujo, Marcelo Motta Bastos e Patricia Cibele de Castro Araujo. A criação da startup surgiu a partir da identificação de um problema comum no e-commerce de moda: a dificuldade dos consumidores em escolher o tamanho adequado ao comprar roupas e calçados online.
Desde o início, a empresa investiu em tecnologia aliada ao conhecimento técnico em modelagem e antropometria. Em 2016, a Sizebay conquistou seus primeiros dez clientes e foi selecionada para o Programa de Aceleração Startup SC. Em 2017, alcançou a marca de 150 clientes e, no ano seguinte, iniciou seu plano de internacionalização, com foco nos mercados dos Estados Unidos e Europa. Ainda em 2018, foi selecionada para o StartOut Brasil em Lisboa.
Em 2019, recebeu aporte de investimento do fundo europeu Core Angels Atlantic, o que impulsionou sua expansão nacional e internacional. A partir daí, consolidou-se como uma das principais soluções de provador virtual da América Latina.
Em 2022, a empresa assumiu a liderança global em número de clientes no segmento de provadores virtuais, segundo dados da plataforma SimilarTech. Nesse mesmo ano, foi selecionada para o SelectUSA Summit (em Washington DC) e para o programa de aceleração TVL Accelerator, da Universidade do Texas.
Em 2024, a Sizebay foi adquirida pela multinacional brasileira Audaces, como parte de uma estratégia de expansão internacional e fortalecimento do portfólio de soluções digitais voltadas para a moda e o varejo.